# Alexăndreni
Alexăndreni è un comune della Moldavia situato nel distretto di Sîngerei di 6.155 abitanti al censimento del 2004

## Località
Il comune è formato dall'insieme delle seguenti località (popolazione 2004):
- Alexăndreni (1.476 abitanti)
- Grigoreşti (1.278 abitanti)
- Heciul Vechi (1.591 abitanti)
- Ţipleşti (801 abitanti)
- Ţipleteşti (1.009 abitanti)